# Igor Grosu
Igor Grosu (Cahul, 30 de noviembre de 1972) es un político moldavo, que se desempeña como miembro del parlamento de Moldavia desde marzo de 2019; también funge como presidente interino del Partido de Acción y Solidaridad (PAS) desde el 9 de diciembre de 2020.

## Biografía
Miembro del Partido de Acción y Solidaridad, asumió la dirección interina tras la victoria de Maia Sandu en las elecciones presidenciales de 2020. El 16 de marzo de 2021, la presidenta Maia Sandu designó a Grosu para formar gobierno. El 25 de marzo, Grosu declaró que no obtuvo la confianza del Parlamento, por la falta de quórum.